# Domenico Michele
Domenico Michele, död 1130, var en venetiansk doge. Han var regerande doge av Venedig 1117–1130.